# Sing Loud, Sing Proud!
Sing Loud, Sing Proud! is het derde studioalbum van de Amerikaanse punkband Dropkick Murphys. Het album werd uitgegeven in 2001 door het platenlabel Hellcat Records op cd en lp. De lp-versie werd twee keer heruitgegeven: in 2015 en in 2017. Het album heeft twee singles voortgebracht: "Good Rats" (2000) en "The Wild Rover" (2002). Er zijn videoclips gemaakt voor de nummers "The Spicy McHaggis Jig", "The Gauntlet" en "The Wild Rover".
Voordat het album werd uitgegeven, verliet gitarist Rick Barton de band. Hij heeft echter wel meegewerkt aan de opnamesessies en is dus ook op het album te horen. Barton zou worden vervangen door James Lynch.

## Nummers
1. "For Boston" - 1:33
2. "The Legend of Finn MacCumhail" - 2:15
3. "Which Side Are You On?"  - 2:28
4. "The Rocky Road to Dublin" - 2:37
5. "Heroes from Our Past" - 3:31
6. "Forever" - 3:08
7. "The Gauntlet" - 2:49
8. "Good Rats" - 3:03
9. "The New American Way" - 3:32
10. "The Torch" - 3:17
11. "The Fortunes of War" - 2:43
12. "A Few Good Men" - 2:36
13. "Ramble and Roll" - 1:59
14. "Caps and Bottles" - 2:41
15. "The Wild Rover" - 3:25
16. "The Spicy McHaggis Jig" - 3:27

## Muzikanten
Band
- Al Barr - zang
- Rick Barton - gitaar (tracks 9-11)
- Ken Casey - basgitaar, zang
- Matt Kelly - drums, bodhrán, zang
- James Lynch - gitaar, zang
- Marc Orrell - gitaar, accordeon, zang
- Ryan Foltz - mandoline, tinwhistle, dulcimer
- Spicy McHaggis - doedelzak (track 16)

Aanvullende muzikanten
- Shane MacGowan - zang ("Good Rats")
- Colin McFaull - zang ("Fortunes of War")
- Desi Queally - zang ("Rocky Road to Dublin")
- Joe Delaney - doedelzak ("Heroes of Our Past" en "For Boston")
- Brian Queally - tinwhistle ("Rocky Road to Dublin")
- Johnny Cunningham - mandoline ("Good Rats")
- Andreas Kelly - accordeon ("The Torch")
- Zack Brines - piano ("Ramble and Roll")
- Carl Kelly - Uilleann pipes ("Forever")